# کلود پیتون
کلود پیتون (انگلیسی: Claude Payton؛‏ ۳۰ مارس ۱۸۸۲ – ۱ مارس ۱۹۵۵) بازیگر اهل ایالات متحده آمریکا بود.
از فیلم‌هایی که وی در آن‌ها نقش داشته‌است، می‌توان به برج لندن، سن کوئنتین، آنتونی ادورس، شبی در اپرا، تهدید عمومی، بینوایان، احساس مالکیت، آرسن لوپن، بالای رودخانه، مهمان ناخوانده و مردم عادی اشاره نمود.